# Polona Dornik
Polona Dornik, född den 22 november 1963 i Trbovlje Slovenien, är en jugoslavisk basketspelare som var med och tog OS-silver 1988 i Seoul. Detta var Jugoslaviens första medalj i de olympiska baskettävlingarna för damer.